# 顿涅茨 (伊久姆区)

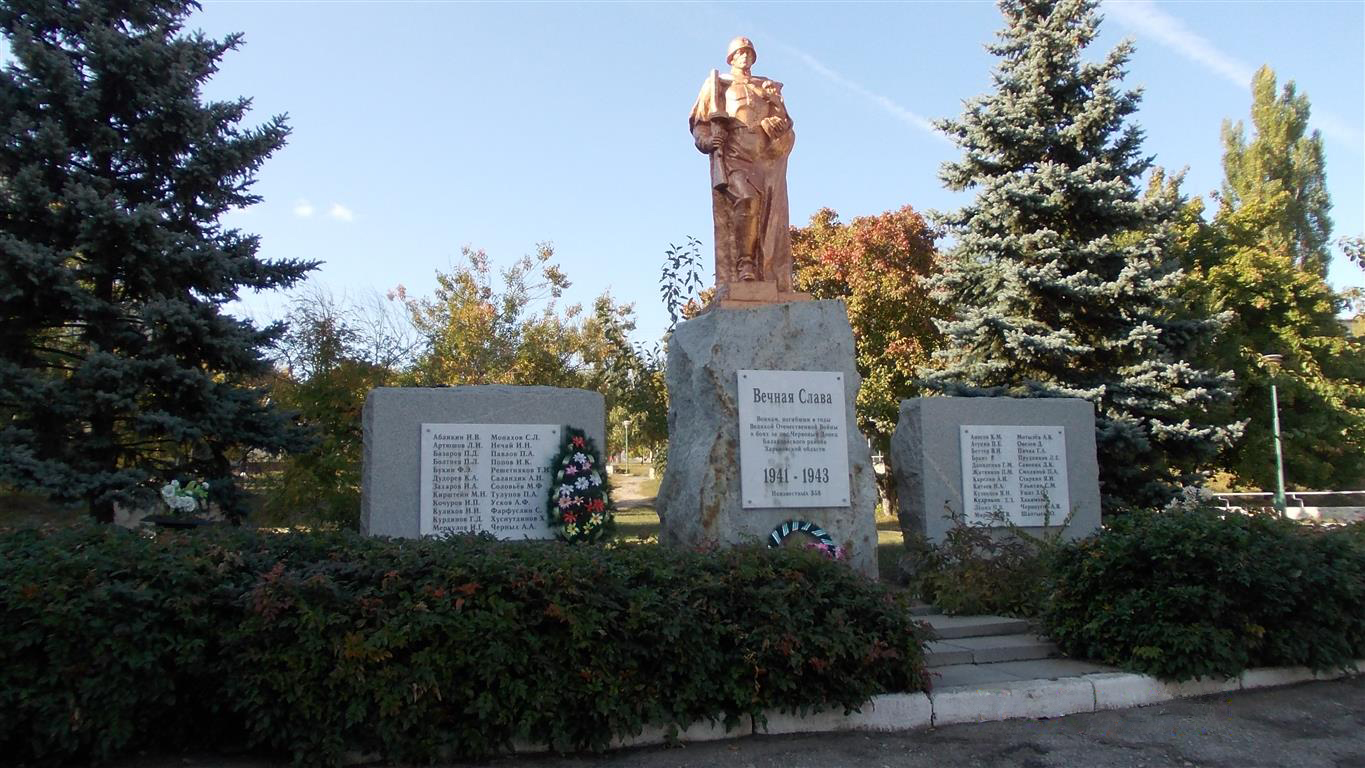
苏联烈士墓

頓涅茨（烏克蘭語：Донець），2016年5月之前名为切尔沃内顿涅茨（烏克蘭語：Червоний Донець，意为“红顿涅茨”），是烏克蘭東部哈爾科夫州伊久姆區顿涅茨市镇内的市級鎮及其行政中心。始建於1959年，面積1.38平方公里，海拔高度85米，2017年人口8,893。